# Clemens Fankhauser
Clemens Fankhauser (Rum, 2 de septiembre de 1985) es un ciclista austriaco.

## Palmarés
2007
- 1 etapa del Gran Premio Guillermo Tell

2012
- Tour of Vojvodina II

2014
- An Post Rás

2015
- Tour de Szeklerland, más 1 etapa

2016
- An Post Rás
- 2.º en el Campeonato de Austria Contrarreloj

## Equipos
- ELK Haus (2007-2009)
- Vorarlberg-Corratec (2010)
- Champion System Pro Cycling Team (2011)
- Tirol (2012-2014)
- Hrinkow Advarics Cycleang (2015)
- Tirol (2016-2017)